# 캐나디안 퍼시픽 철도

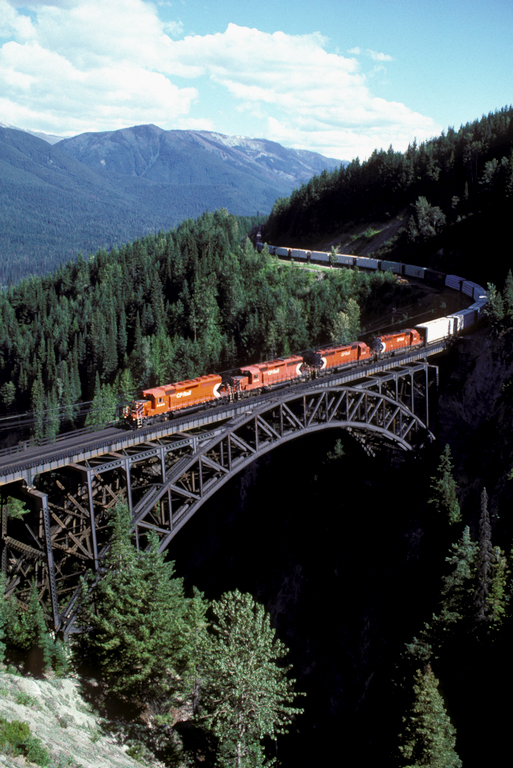
로저스패스에 있는 스토니크리크 다리를 건너는 동쪽행 CPemdsd40-2화물열차.

캐나디안 퍼시픽 철도(영어: Canadian Pacific Railroad, 줄여서 CPR)는 캐나디안 퍼시픽 철도사에서 운행하는 1급 철도이다. 선로망은 밴쿠버에서 몬트리올까지 이어진다. 미니에폴리스, 시카고, 뉴욕 시같은 미국 주요 도시에도 운영되며, 본사는 앨버타주 캘 거리에 있다. 캐나디안 내셔널 철도와는 다르다.
철로는 처음에는 1881년과 1885년 사이에 동부 캐나다와 브리티시 컬럼비아간에 건설되었으며, (오타와 협곡을 연결하는 선 또한 건설되었으며 조지언 만을 연결하는 선 또한 건설되었다)브리티시 컬럼비아가 1871년 연방에 가입하는 계기가 되었다. 이는 캐나다 최초의 대륙횡단철도였다. 현재는 주로 화물운송업을 하지만, 과거 한동안은 캐나다 여러 지역의 유일한 장거리 이송 수단이기도 했다. 그래서 서부 캐나다의 개척과 발전에 직-간접적인 기여를 하였다. 세월이 지나면서 이들의 정기여객운송업은 VIA 철도가 1978년에 이를 떠맡는 것을 계기로 1986년에 종료되었다. 그 후 비버가 회사의 로고로 선택되었는데, 캐나다의 국가 상징 중의 하나이며 회사의 근면성을 나타내기 때문이라고 한다.

## 역사

### 설립 이전 (1870–1881)
대륙횡단 철도건설은 캐나다 초대수상인 존 맥도날드(John A. Macdonald) 내각이 여러 이유 때문에 처음 시작한 사업이었다. 당시 오늘날 캐나다 최서부에 위치한 브리티시 컬럼비아는 연방에 가입하는 조건으로 캐나다 중심지대이던 동부 지역과 이어지는 교통수단을 내걸었다. 그 결과 정부는 태평양과 동부의 여러 주를 잇는 철도를 1871년 7월 20일 이후 10년안에 건설할 것을 제안했다. 맥도날드 수상은 철도건설을 통일된 대륙국가를 건설하는 데에 필수적이라고 여겼다. 이에 더해서 퀘백 주와 온타리오주에 있는 공업업자들은 서부 캐나다의 자원을 얻고 싶었고, 또한 제조한 물품을 팔 수 있는 시장으로 여기기도 하였다.

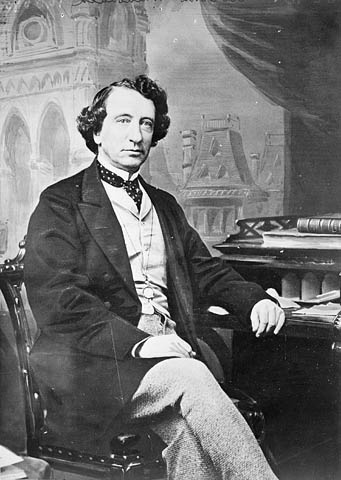
존 맥도날드.

허나 건설에 가장 부담을 주는 요소는 결국 비용이었다. 간편한 경로는 미국의 중서부를 통과하며, 시카고를 지났다. 철도를 놓기 어려운 캐나다 록키산맥을 지나는 것 외에도 북부 온타리오의 캐나다 순상지와 늪지대를 통과하는 총연장 1,600킬로미터의 철도를 놓는 것이 문제가 되었다. 이러한 경로로 건설하기 위해 정부는 서부 캐나다의 토지에 많은 혜택을 주었다.
이러다 보니 수상 존 맥도날드와 다른 고위 정치가들이 뇌물을 받았다는 이른바 태평양 스캔들이 터지기도 했다. "캐나디안 퍼시픽 철도사"(현존하는 동명의 회사와는 무관)의 휴 알렌과 연방 계약을 체결했고, 대양간 철도사와도 계약을 체결했다. 이 사건 때문에 보수당은 1873년에 물러났다. 새로 집권한 자유당 소속 수상인 알렉산더 매캔지는 공공사업의 일환으로 예산 부족에도 일부 구간의 건설을 시작했다. 선더베이와 위니펙을 잇는 구간의 준공은 1875년에 선언되었다. 1878년 10월 16일에 존 맥도날드가 재집권하자 맥도날드는 서쪽으로 종착점은 포트하디가 될 것이고, 포트하디와 캠룹스 사이의 구간은 프레이저강과 톰슨강을 따라 건설될 것이라고 하였다.